# Duarte Ribeiro de Macedo
Duarte Ribeiro de Macedo (Lisboa, 1618 — Alicante, 1680), embaixador, jurisconsulto, diplomata, economista e escritor do período da Restauração, foi um dos pensadores políticos portugueses mais marcantes do século XVII e um apóstolo das ideias ditas mercantilistas durante os reinados de João IV de Portugal, Afonso VI de Portugal e Pedro II de Portugal.

## Biografia
Nascido sob a Dinastia Filipina, seu pai foi um magistrado e a mãe era de família de artesãos aparentemente de origem judaica, circunstância que o terá impedido de ser aceite como familiar da Inquisição. Estudou Direito na Universidade de Coimbra e, quando da Restauração, após uma carreira como juiz, desembargador da Casa da Suplicação e membro do Conselho da Fazenda, iniciou-se na diplomacia como secretário da embaixada de D. João da Costa, conde de Soure a França (1659-1660). Serviu, mais tarde, como enviado ordinário em Paris (1668-1676) e enviado extraordinário em Madrid (1677-1679). Morreu em Alicante, no decurso duma embaixada a Turim.
"Finíssimo e manhosíssimo servidor de sua pátria", assim o elogiou João de Mascarenhas, 1º marquês de Fronteira em 1678. O historiador Edgar Prestage incluiu-o entre os diplomatas da época da Restauração que "contribuíram tanto como os soldados para a manutenção da independência nacional".
Sob a influência das doutrinas e políticas de Colbert, ministro de Luís XIV de França, Macedo defendeu nomeadamente a introdução de manufacturas em Portugal. São famosos os seus "discursos" sobre Economia Política, entre os quais o Discurso sobre a introdução das Artes no Reino, redigido em Paris em 1675 e publicado pela primeira vez no O Investigador Portuguez em Inglaterra (1813). Correspondeu-se com os maiores espíritos portugueses do seu tempo, entre os quais o Padre António Vieira e D. Francisco Manuel de Melo.
| “ | O único meio que há para evitar este dano [das importações] e impedir que o dinheiro saia do Reino, é introduzir nele as artes (manufaturas). As grandes felicidades que se seguirão ao Reino [as] reduzirei a cinco pontos (…): 1º - A introdução das artes evitará, em comum, o dano que fazem ao reino o luxo e as modas; 2ª – Tirará a ociosidade do Reino; 3ª – Fará [o Reino] mais povoado de gente e frutos; (...) 5ª - As rendas reais aumentarão. | ” |

### Obras publicadas em vida
- Discurso Político que o Conde de Soure [...] Deu ao Cardeal Mazarine [...]. Mostra-se por 27 Razões Forçosíssimas, como França por Justiça, e por Conveniência não Devia Fazer a Paz sem Inclusão de Portugal (Lisboa, 1661). Redigido por Duarte Ribeiro de Macedo, foi originalmente publicado em francês, em Paris, em 1659.
- Juízo Histórico, Jurídico, Político sobre a Paz Celebrada entre as Coroas de França e Castela no Ano de 1660 (Lisboa, 1666).
- Aristipo ou Homem de Corte Escrito em Língua Francesa por Monsieur de Balzac, tradução portuguesa e prefácio de Duarte Ribeiro de Macedo (Paris, 1668).
- Panegírico Histórico-Genealógico da Sereníssima Casa de Nemours (Paris, 1669).
- Nascimento e Genealogia do Conde D. Henrique, Pai de Dom Afonso Henriques I. Rei de Portugal (Paris, 1670).
- Advertencias al adicionador de la Historia del Padre Iuan de Mariana, Impressa en Madrid, en el año 1669 (Paris, 1676).
- Vida da Imperatriz Teodora (Lisboa, 1677).

### Obras publicadas postumamente
- Discursos Políticos e Obras Métricas de Duarte Duarte Ribeiro de Macedo, Olissiponense, Desembargador dos Agravos, do Conselho de S. Magestade, & do de sua Fazenda, Enviado Ordinário à Corte de França, & Extraordinário à de Castela, & Turim, Cavaleiro da Ordem de Cristo, & etc, Of. de José Antunes da Silva (Coimbra, 1729).
- Obras do Doutor Duarte Ribeiro de Macedo, Cavaleiro da Ordem de Cristo..., 2 tomos, Of. de António Isidoro da Fonseca (Lisboa, 1743).
- Obras do Doutor Duarte Ribeiro de Macedo, Cavaleiro da Ordem de Cristo..., 2 tomos, Of. de António Rodrigues Galhardo (Lisboa, 1767).
- Obras inéditas de Duarte Ribeiro de Macedo, Impressão Régia (Lisboa, 1817).
- Cartas do Padre António Vieira da Companhia de Jesus a Duarte Ribeiro de Macedo, Impressão de Eugénio Augusto (Lisboa, 1827). Com 16 cartas de Ribeiro de Macedo para Vieira datadas de Paris, 1671 e 1672.
- «Sobre a Introdução das Artes», Antologia dos Economistas Portugueses (Século XVII), ed. António Sérgio, Liv. Sá da Costa Editora (Lisboa, 1975).